# Mitchell Red Cloud
Mitchell Red Cloud Jr. (ur. 2 lipca 1924 w Hatfield, zm. 5 listopada 1950) – rdzenny Amerykanin, żołnierz US Marine Corps i US Army, uczestnik II wojny światowej i wojny koreańskiej, poległy w akcji w pobliżu Ch’ŏngch’ŏn-gang. Pośmiertnie odznaczony Medalem Honoru.

## Życiorys
Urodził się w Hatfield w stanie Wisconsin. Pochodził z plemienia Winebagów, był najstarszym z trzech synów Mitchella Red Clouda i Lillian Winneshiek. W wieku szesnastu lat, za zgodą ojca, porzucił szkołę i 11 sierpnia 1941 wstąpił do US Marine Corps. W chwili ataku na Pearl Harbor stacjonował w Camp Elliott w San Diego jako żołnierz 2 batalionu 9 pułku z 2 Dywizji Piechoty Morskiej. Jego indiańskie wychowanie i posiadane od dzieciństwa umiejętności traperskie spowodowały, że został wcielony do 2 batalionu szturmowego (2nd Marine Raider Battalion), znanego od nazwiska jego dowódcy, podpułkownika Evansa Carlsona, jako Carlson's Raiders.
Od pierwszych dni listopada 1942 uczestniczył w misji na Guadalcanal, podczas której jego batalion, po miesięcznym przedzieraniu się przez dżunglę, zniszczył ostrzeliwujące Henderson Field stanowiska artylerii japońskiej, zabijając przy tym niemal 500 żołnierzy przeciwnika i destabilizując jego linie zaopatrzeniowe, przy stratach własnych wynoszących 19 zabitych i 122 rannych. Przyniosło to jednostce Presidential Unit Citation. Red Cloud, podobnie jak wielu jego kolegów z linii, powrócił z misji wycieńczony, chory na żółtaczkę, malarię i inne choroby tropikalne. W styczniu 1943 został wysłany do kraju na rekonwalescencję. Odrzucił propozycję odejścia ze służby z powodów zdrowotnych i po dojściu do sprawności powrócił do linii w składzie kompanii A 29 regimentu 6 Dywizji Piechoty Morskiej. Wziął udział w walkach na Okinawie, był ranny w ramię i odznaczony Purpurowym Sercem.
Po zakończeniu II wojny światowej powrócił do Stanów Zjednoczonych i odszedł z Marine Corps w stopniu sierżanta. W 1948 wstąpił do US Army, jako kapral 19. pułku piechoty w 24 Dywizji Piechoty, stacjonującej na japońskiej wyspie Kiusiu jako część sił okupacyjnych. Po rozpoczęciu walk w Korei 24 DP była jednym z pierwszych oddziałów wysłanych na teatr działań wojennych. Red Cloud i jego kompania E wylądowali w Korei Południowej w początkach lipca 1950. Był wówczas jednym z nielicznych doświadczonych żołnierzy w swoim oddziale. Uczestniczył w odwrocie wojsk amerykańskich, obronie Pusan, kontrofensywie i pościgu za wojskami północnokoreańskimi. Po włączeniu się do walk wojsk chińskich, 19. pułk zajął pozycje obronne na północ od rzeki Ch’ŏngch’ŏn.
Nocą 5 listopada 1950 Chińczycy przypuścili szturm na pozycje zajmowane przez kompanię E. Red Cloud zajmował wysunięte stanowisko obserwacyjne przed frontem, uzbrojony w ręczny karabin maszynowy Browning. Po zauważeniu nadchodzącego przeciwnika otworzył ogień, powstrzymując chwilowo szturm i alarmując kompanię. Został dwukrotnie postrzelony, a jego amunicyjny zginął. Po założeniu opatrunku polowego pozostał na stanowisku. Gdy Chińczycy ponowili atak, został ponownie trafiony. Odmówił opuszczenia pozycji i przyjęcia pomocy medycznej. Wstał i, opierając się o drzewo, kontynuował ostrzał aż do śmierci, co pozwoliło żołnierzom kompanii E na zorganizowanie skutecznej obrony i ewakuację pozostałych rannych. Według raportów żołnierzy, którzy znaleźli następnego dnia jego ciało, został trafiony ośmioma pociskami, a wokół jego posterunku leżały ciała zabitych nieprzyjaciół.
W kwietniu 1951, na specjalnej ceremonii w Pentagonie, generał Omar Bradley wręczył matce Red Clouda przyznany mu pośmiertnie Medal Honoru. Cztery lata później jego prochy zostały sprowadzone z Korei i pochowane na cmentarzu plemiennym Decorah w Black River Falls w Wisconsin.

## Pamięć
Na jego cześć nazwano między innymi bazę wojskową Camp Red Cloud, znajdującą się w Uijeongbu w Korei Południowej oraz zwodowany w 1999 okręt pomocniczy – transportowiec pojazdów USNS „Red Cloud”, podległy Military Sealift Command, którego matką chrzestną jest jego córka Annita.